# Diaixis centrura
Diaixis centrura is een eenoogkreeftjessoort uit de familie van de Diaixidae. De wetenschappelijke naam van de soort is voor het eerst geldig gepubliceerd in 1981 door Connell.